# Claire Polit
Claire Polit, née le 2 mars 1995 à Washington, est une nageuse française. 

## Carrière
Claire Polit est sacrée championne de France du 100 mètres brasse lors des Championnats de France de natation en petit bassin 2013 à Dijon et lors des Championnats de France de natation 2014 à Chartres.